# 幸运儿 (戏剧)
《幸运儿》（英語：Lucky Guy）是一部由諾拉·艾芙倫编剧的戏剧，于2013年，也就是她去世的那一年首映。这是艾芙倫的最后一部作品，也是汤姆·汉克斯首次登上百老汇舞台，这为他赢得了托尼奖最佳戏剧男演员的提名。 